# Saint-Maurice-en-Gourgois
Pour les articles homonymes, voir Saint-Maurice.
Saint-Maurice-en-Gourgois est une commune française située dans le département de la Loire, en région Auvergne-Rhône-Alpes.

## Géographie
Saint-Maurice-en-Gourgois fait partie du Forez. La commune est située à 26 km de Saint-Étienne.
La superficie de la commune est de 31,83 km2 ; son altitude varie de 422  à   816 mètres.
| Périgneux            |                           | Chambles                        |
| Aboën                | Saint-Maurice-en-Gourgois | Çaloire Saint-Paul-en-Cornillon |
| Rozier-Côtes-d'Aurec | Malvalette (Haute-Loire)  | Aurec-sur-Loire (Haute-Loire)   |

### Climat
Pour des articles plus généraux, voir Climat d'Auvergne-Rhône-Alpes et Climat de la Loire.
En 2010, le climat de la commune est de type climat des marges montargnardes, selon une étude du Centre national de la recherche scientifique s'appuyant sur une série de données couvrant la période 1971-2000. En 2020, Météo-France publie une typologie des climats de la France métropolitaine dans laquelle la commune est exposée à un climat de montagne ou de marges de montagne et est dans la région climatique Nord-est du Massif Central, caractérisée par une pluviométrie annuelle de 800 à 1 200 mm, bien répartie dans l’année.
Pour la période 1971-2000, la température annuelle moyenne est de 9,2 °C, avec une amplitude thermique annuelle de 16,3 °C. Le cumul annuel moyen de précipitations est de 926 mm, avec 9,4 jours de précipitations en janvier et 7,3 jours en juillet. Pour la période 1991-2020, la température moyenne annuelle observée sur la station météorologique de Météo-France la plus proche, « Saint-Bonnet-le-Chateau_sapc », sur la commune de Saint-Bonnet-le-Château à 9 km à vol d'oiseau, est de 10,1 °C et le cumul annuel moyen de précipitations est de 851,5 mm,. Pour l'avenir, les paramètres climatiques de la commune estimés pour 2050 selon différents scénarios d'émission de gaz à effet de serre sont consultables sur un site dédié publié par Météo-France en novembre 2022.

## Urbanisme

### Typologie
Au 1er janvier 2024, Saint-Maurice-en-Gourgois est catégorisée commune rurale à habitat dispersé, selon la nouvelle grille communale de densité à sept niveaux définie par l'Insee en 2022.
Elle est située hors unité urbaine. Par ailleurs la commune fait partie de l'aire d'attraction de Saint-Étienne, dont elle est une commune de la couronne,. Cette aire, qui regroupe 105 communes, est catégorisée dans les aires de 200 000 à moins de 700 000 habitants,.

### Occupation des sols
L'occupation des sols de la commune, telle qu'elle ressort de la base de données européenne d’occupation biophysique des sols Corine Land Cover (CLC), est marquée par l'importance des territoires agricoles (58,1 % en 2018), une proportion sensiblement équivalente à celle de 1990 (58,4 %). La répartition détaillée en 2018 est la suivante : forêts (36,1 %), zones agricoles hétérogènes (34,6 %), prairies (23,5 %), milieux à végétation arbustive et/ou herbacée (3,8 %), zones urbanisées (1,1 %), eaux continentales (0,9 %). L'évolution de l'occupation des sols de la commune et de ses infrastructures peut être observée sur les différentes représentations cartographiques du territoire : la carte de Cassini (XVIIIe siècle), la carte d'état-major (1820-1866) et les cartes ou photos aériennes de l'IGN pour la période actuelle (1950 à aujourd'hui).

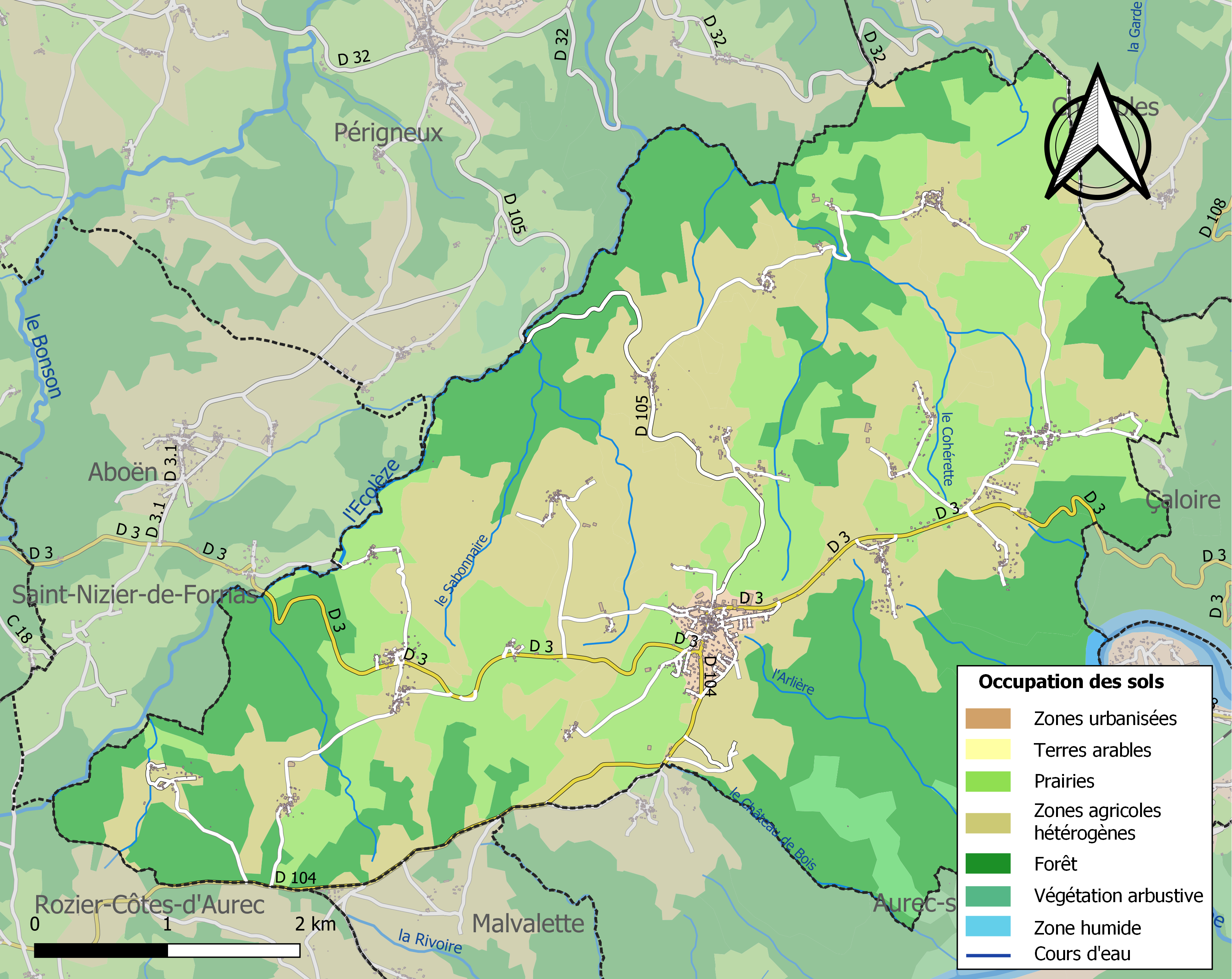
Carte des infrastructures et de l'occupation des sols de la commune en 2018 (CLC).

## Politique et administration
| Période                                  | Période   | Identité       | Étiquette | Qualité            |
| ---------------------------------------- | --------- | -------------- | --------- | ------------------ |
| Les données manquantes sont à compléter. |           |                |           |                    |
| mars 2001                                | mars 2014 | Iwan Mayet     | UMP       | Conseiller général |
| mars 2014                                | En cours  | Bernard Bonnet |           |                    |

## Démographie
L'évolution du nombre d'habitants est connue à travers les recensements de la population effectués dans la commune depuis 1793. Pour les communes de moins de 10 000 habitants, une enquête de recensement portant sur toute la population est réalisée tous les cinq ans, les populations de référence des années intermédiaires étant quant à elles estimées par interpolation ou extrapolation. Pour la commune, le premier recensement exhaustif entrant dans le cadre du nouveau dispositif a été réalisé en 2006.

En 2022, la commune comptait 1 824 habitants, en évolution de +0,05 % par rapport à 2016 (Loire : +1,32 %, France hors Mayotte : +2,11 %).
| 1793  | 1800  | 1806  | 1821  | 1831  | 1836  | 1841  | 1846  | 1851  |
| ----- | ----- | ----- | ----- | ----- | ----- | ----- | ----- | ----- |
| 2 400 | 1 770 | 1 804 | 1 862 | 2 184 | 2 310 | 2 510 | 2 626 | 2 516 |

| 1856  | 1861  | 1866  | 1872  | 1876  | 1881  | 1886  | 1891  | 1896  |
| ----- | ----- | ----- | ----- | ----- | ----- | ----- | ----- | ----- |
| 2 456 | 2 434 | 2 345 | 2 004 | 2 005 | 1 995 | 2 073 | 1 925 | 1 889 |

| 1901  | 1906  | 1911  | 1921  | 1926  | 1931  | 1936  | 1946  | 1954  |
| ----- | ----- | ----- | ----- | ----- | ----- | ----- | ----- | ----- |
| 1 764 | 1 673 | 1 611 | 1 373 | 1 331 | 1 322 | 1 258 | 1 057 | 1 012 |

| 1962 | 1968 | 1975 | 1982 | 1990  | 1999  | 2006  | 2011  | 2016  |
| ---- | ---- | ---- | ---- | ----- | ----- | ----- | ----- | ----- |
| 927  | 823  | 754  | 859  | 1 006 | 1 277 | 1 658 | 1 743 | 1 823 |

| 2021  | 2022  | - | - | - | - | - | - | - |
| ----- | ----- | - | - | - | - | - | - | - |
| 1 822 | 1 824 | - | - | - | - | - | - | - |

## Culture locale et patrimoine

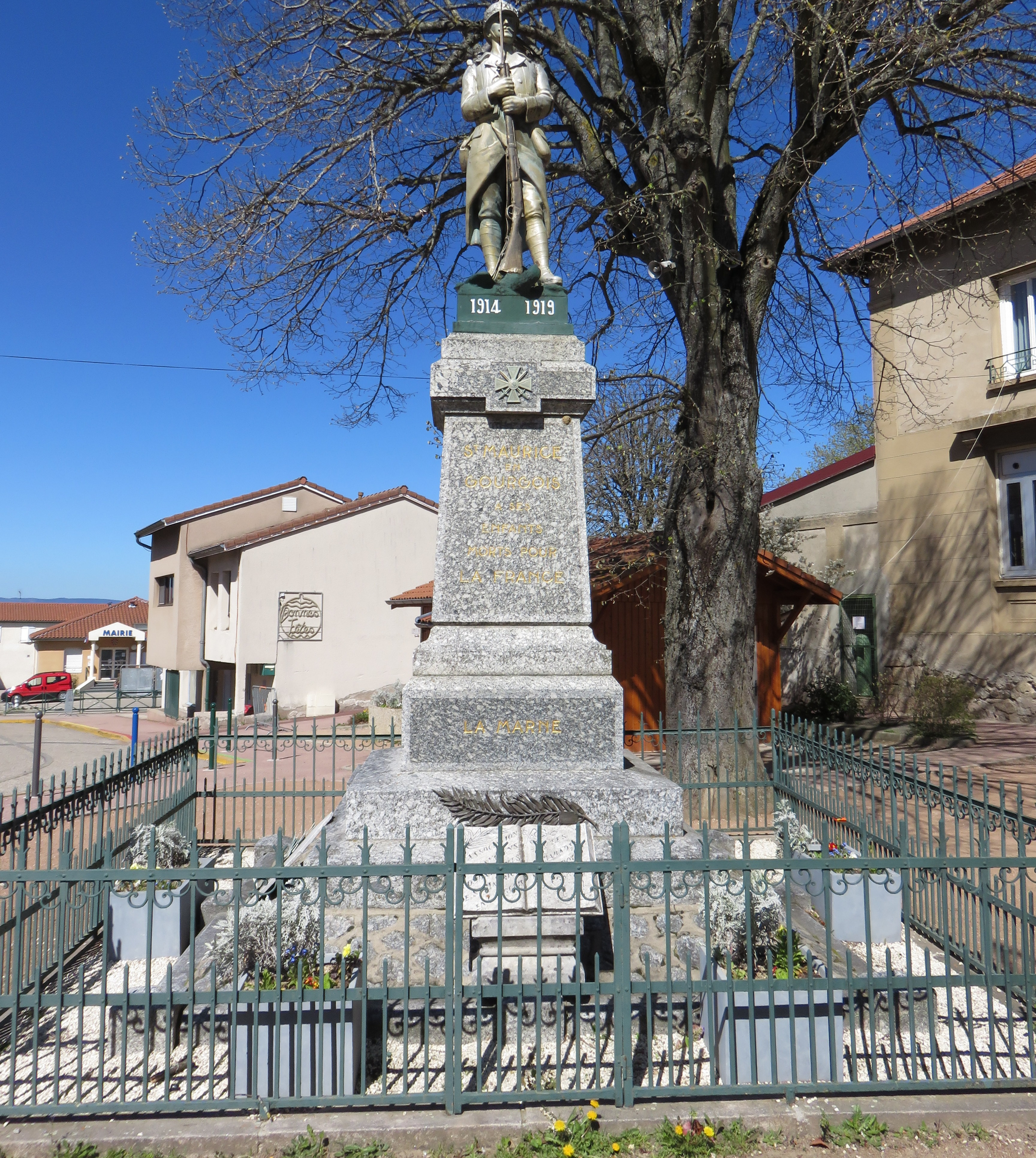
Monument aux morts.

### Lieux et monuments

#### Édifices et sites
- Église Saint-Isidore de Gourgois. Elle est inscrite à l'Inventaire général du patrimoine culturel[19].
- Église Saint-Maurice de Saint-Maurice-en-Gourgois. Elle est inscrite à l'Inventaire général du patrimoine culturel[20].

Chemin de Milamand
La commune dispose d'un circuit de randonnée qui partant de Gourgois, permet de rallier Milamand en passant par Baret ou par Montchaux avec un dénivelé de 350 mètres environ et d'une durée de 2 heures à 2 heures 30 minutes.
C’est un parcours sportif surtout si on le fait dans le sens « Gourgois, Montchaux, Milamand, Le Pinet, Gourgois » : la remontée sous le Pinet est raide, fatigante et très exposée au soleil. De l’autre côté au contraire, la pente est plus douce ; le sentier chemine dans la forêt et dispose de nombreux points de vue sur Saint Paul en Cornillon, Semène et Aurec... qui permettent de faire autant de pauses agréables. Actuellement, le chemin est balisé par des marques jaunes et panneaux en bois gravés.
Ceux qui veulent rallonger le circuit, peuvent rallier La Commanderie en passant sous le Pinet par une section nouvellement ouverte à travers les bois (balisage identique).

### Héraldique
| Blason de Saint-Maurice-en-Gourgois | Blason  | D'or à trois étoiles d'azur ; à la bordure de gueules chargée de huit besants d'argent. |
| Blason de Saint-Maurice-en-Gourgois | Détails |                                                                                         |